# Saison 2025-2026 des Wizards de Washington
La saison 2025-2026 des Wizards de Washington est la 65e saison de la franchise en NBA et la 53e saison dans la ville de Washington D.C.

## Draft
| Tour | Choix | Joueur             | Poste | Nationalité | Provenance                 |
| ---- | ----- | ------------------ | ----- | ----------- | -------------------------- |
| 1    | 6     | Tre Johnson        | SG    | États-Unis  | Longhorns du Texas         |
| 1    | 18    | Walter Clayton Jr. | PG    | États-Unis  | Gators de la Floride       |
| 2    | 40    | Micah Peavy        | SF    | États-Unis  | Hoyas de Georgetown        |
| 2    | 43    | Jamir Watkins      | SG    | États-Unis  | Seminoles de Florida State |

## Matchs

### Summer League
| Summer League Total: 2-3 |

| Match | Date match | Équipe       | Score    | Meilleur marqueur   | Meilleur rebondeur | Meilleur passeur       | Lieux Spectateurs      | Série |
| ----- | ---------- | ------------ | -------- | ------------------- | ------------------ | ---------------------- | ---------------------- | ----- |
| 1     | 11 juillet | Phoenix      | D 84-103 | Kyshawn George (24) | Kyshawn George (7) | Carlton Carrington (5) | Thomas & Mack Center 0 | 0 - 1 |
| 2     | 13 juillet | Brooklyn     | V 102-96 | Tre Johnson (21)    | Alex Sarr (12)     | Kyshawn George (6)     | Thomas & Mack Center 0 | 1 - 1 |
| 3     | 15 juillet | Philadelphie | D 58-74  | AJ Johnson (20)     | Jamir Watkins (5)  | Black, Robbins (3)     | Thomas & Mack Center 0 | 1 - 2 |
| 4     | 16 juillet | Utah         | D 76-86  | AJ Johnson (25)     | Leaky Black (11)   | Black, Richmond (4)    | Thomas & Mack Center 0 | 1 - 3 |
| 5     | 19 juillet | New York     | V 94-85  | Dillon Jones (25)   | Dillon Jones (11)  | Keshon Gilbert (5)     | Cox Pavilion 0         | 2 - 3 |